# Pierre de Corneillan
Pierre de Corneillan ( – 1355) a Jeruzsálemi Szent János Ispotályos Lovagrend francia születésű nagymestere volt.

## Élete
Apja Arnaud de Corneillan őrgróf, anyja Anne de Tartas volt. Saint-Gilles priorja volt. Dieudonné de Gozon nagymester 1353-ban meghalt, ebben az évben választották meg a johanniták vezetőjüknek Pierre de Corneillant. 1355-ben elhunyt, utódja Roger de Pins lett.